# モンテレイ・サルタンズ
モンテレイ・サルタンズ (英語: Monterrey Sultans、スルタネス・デ・モンテレイ (スペイン語: Sultanes de Monterrey) は、メキシコ合衆国ヌエボ・レオン州モンテレイに本拠地を置く、リーガ・メヒカーナ・デ・ベイスボルとリーガ・メヒカーナ・デル・パシフィコに所属するプロ野球チームである。
本拠地球場はメキシコ最大収容人数を誇るエスタディオ・デ・ベイスボル・モンテレイ。マイナーリーグAAAクラスを与えられている。
1937年にリーガ・メヒカーナ・デ・ベイスボルのチームとなり、1943年に初優勝を果たしてからはリーグを代表するチームとなっていった。過去9度のリーグ優勝を果たしている。
2019年-2020年シーズンより、ウィンターリーグのリーガ・メヒカーナ・デル・パシフィコ（LMP）にも加盟し、LMBとLMPの両方に加盟する唯一のチームとなった。